# Turczaninowia
Turczaninowia là một chi thực vật có hoa trong họ Cúc (Asteraceae).

## Loài
Chi Turczaninowia gồm các loài: